# Rudolf Hermann Lotze
Cet article possède un paronyme, voir Lotz.
Rudolf Hermann Lotze (21 mai 1817 - 1er juillet 1881) est un philosophe, médecin et logicien allemand. Ayant reçu une formation solide en médecine, il possède des connaissances remarquables en biologie. Ses travaux médicaux l'ont conduit à des résultats pionniers dans le domaine de la psychologie scientifique. Il est l'une des figures centrales de la philosophie académique allemande du XIXe siècle, et reste pendant longtemps l'un des philosophes allemands les plus célèbres et les plus discutés. 
Lotze est traditionnellement associé à l' « idéalisme téléologique » ainsi qu'au panpsychisme.

## Parcours intellectuel
R. H. Lotze est né à Bautzen (Saxe) le 21 mai 1817. Fils de médecin, il fait ses études secondaires à Zittau, où il se passionne pour les auteurs classiques. En 1834, il étudie à l'Université de Leipzig où il se forme à la philosophie et à la médecine. Il se consacre d'abord à l'étude de la science, en poursuivant des études de mathématiques et de physique sous l'enseignement de ses professeurs E. H. Weber, W. Volckmann et Gustav Fechner. Il développe aussi un vif intérêt esthétique et artistique, sous l'influence notable de Christian Hermann Weisse. Son rapport étroit à la pensée scientifique de son temps ne l'empêche pas d'éprouver une certaine attirance intellectuelle pour l'idéalisme de Fichte, Schelling et Hegel.  
Lotze exerce la médecine à Zittau de 1838 à 1839, puis il enseigne la philosophie à Leipzig de 1840 à 1843, avant de s'installer à l'Université de Göttingen. Il succède à Johann Friedrich Herbart à la chaire de philosophie de 1844 à 1881, date à laquelle il occupe la chaire de philosophie de Berlin de façon brève puisqu'il meurt  le 1er juillet 1881 dans cette ville.

## Travaux

### Premiers écrits
Le premier écrit théorique de Lotze est sa thèse de doctorat en médecine intitulée De futurae biologiae principibus philosophicis (1838), thèse qu'il soutient quatre mois après avoir obtenu le titre de docteur en philosophie. Les fondements de son système philosophique sont exposés dans sa Métaphysique (1841) et dans sa Logique (1843), deux ouvrages qui ne connurent que peu de succès auprès du public. La célébrité de Lotze commence à se développer avec sa série d'écrits visant à établir dans le domaine des phénomènes physiques et mentaux de l'organisme humain les mêmes principes que ceux qui étaient appliqués aux phénomènes inorganiques. Les ouvrages dont il s'agit sont l'Allgemeine Pathologie und Therapie als mechanische Naturwissenschaften (1842, 2e éd., 1848), ses articles intitulés "Lebenskraft" (1843) et "Seele und Seelenleben" (1846), son Allgemeine Physiologie des Körperlichen Lebens (1851), ainsi que sa Medizinische Psychologie oder Physiologie der Seele (1852). 
Les contresens dont ses écrits firent l'objet conduisent Lotze à publier un court pamphlet polémique : Streitschriften (1857). Dans ce pamphlet, l'auteur cherche à rectifier deux erreurs : d'une part celle qui consiste à l'associer à l'école matérialiste alors même qu'il reconnaît la nature immatérielle de l'esprit, d'autre part celle qui fait de lui un disciple de Herbart, ce que Lotze conteste vivement tout en reconnaissant que la monadologie de Leibniz a pu être une source d'inspiration qui lui est commune avec ce dernier penseur. 

### Mikrokosmus
Entre 1856 et 1864, Lotze publie son Mikrokosmus (vol. i. 1856, vol. ii. 1858, vol. iii. 1864), qui porte sur la pathologie, la physiologie et la psychologie. Il y réaffirme que son ambition n'est pas de statuer philosophiquement quant à la nature de la vie ou de l'esprit, mais uniquement de trouver un moyen d'élucider leur relation. Or, le meilleur moyen de comprendre les lois de ce microcosme qu'est la vie humaine est de se fonder sur les lois nécessaires qui régissent le macrocosme de l'univers. 
Lotze y procède à des études d'anthropologie qui le conduisent ensuite à examiner plus précisément l'âme humaine ainsi que le cours du monde, pour conclure par une réflexion sur le progrès et l'histoire universelle. La conception principale qui est aussi la plus originale vers laquelle convergent les thèses de cet ouvrage est qu'il existe trois régions distinctes dans le règne de l'observation : la région des faits, la région des lois et la région des critères de valeur. Ces trois régions ne sont distinguées que par notre pensée, mais sont conjointes dans la réalité. Le monde des faits est le domaine dans lequel les critères moraux et esthétiques sont réalisés, de même que les lois ne sont que les moyens de cette réalisation. 
Cette union des trois régions ne peut devenir intelligible que sous l'idée d'une Déité personnelle qui aurait volontairement choisi certaines formes et certaines lois lors de la création et de la conservation du monde. 

### Enseignement
R. H. Lotze enseigne à Göttingen et à Berlin. Partisan d'un « idéalisme téléologique » par lequel il veut renouveler, contre Kant et Hegel, le système de Leibniz, Lotze expose sous une forme rigoureuse les conceptions qui sont les siennes. Son enseignement porte sur les différentes branches de la philosophie, et couvre un large domaine de connaissances : psychologie, logique, métaphysique, philosophie de la nature, philosophie de l'art, philosophie de la religion, histoire de la philosophie, éthique. À la fin de sa vie, il regroupera ces cours dans son System der Philosophie (vol. I Logik, 1re éd. 1874, 2e éd. 1880; vol. II Metaphysik, 1879). Le troisième volume, qui devait aborder de façon synthétique les questions relatives à la philosophie pratique, ne sera jamais publié. Un bref pamphlet portant sur la psychologie et poursuivant les thèmes abordés dans ses cours en 1881 sera publié par son fils à titre posthume.

## Philosophie générale
La philosophie de R. H. Lotze s'inscrit dans la filiation de l'idéalisme allemand, d'abord dans celle de Leibniz, dont il souhaîte renouveler la doctrine, puis, plus étroitement, dans celle de son prédécesseur à Göttingen – Johann Friedrich Herbart – avec qui il partage une tendance qualifiée parfois d' « antiphilosophie au sein de la philosophie ».

### Contexte philosophique

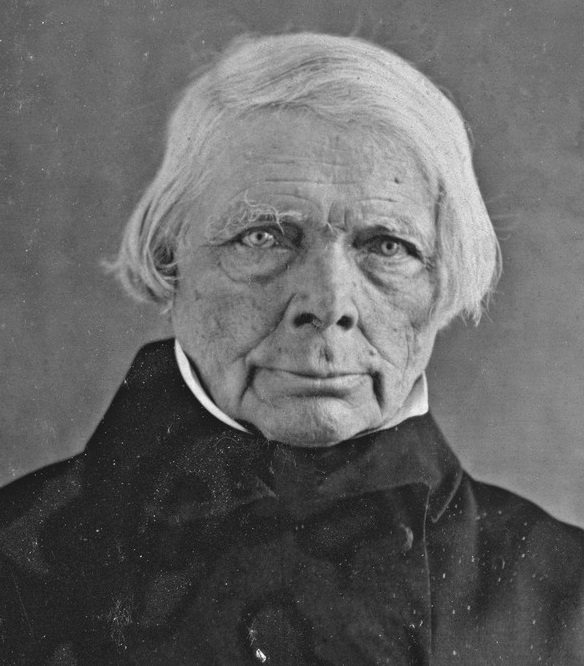
Portrait photographique de Friedrich Schelling en 1848, devenu l'une des figures incontournables de l'idéalisme allemand.

Lorsque Lotze publie ses premiers ouvrages, la médecine se trouve encore sous l'influence de la philosophie de la nature de Schelling. On considère alors que les lois de la nature auxquelles sont soumises les choses extérieures ne valent que dans le monde inorganique. Dans le règne de la nature, tout est compris comme sujet à un mécanisme inexorable liant tous les phénomènes par un strict rapport de causalité. Pourtant, on admet qu'il existe, outre les objets matériels soumis aux lois du mécanisme, un principe immatériel qui n'est autre que l'esprit. 
Lotze adhère quant à lui pleinement à la conception mécaniste de la nature, mais il refuse d'en excepter l'esprit. Si l'esprit est bien selon lui un principe immatériel, cela n'implique pas qu'il échappe aux lois qui gouvernent la nature. C'est pourquoi il se propose de définir les lois du mécanisme psycho-physique par lesquelles l'esprit peut exercer une action mécanique sur le corps et subir en retour l'action mécanique de ce dernier. Bien que Lotze se soit gardé de vouloir donner à ces doctrines le sens d'une solution métaphysique au problème du rapport entre l'âme et le corps, il reste qu'elles furent reçues comme des thèses douées d'une portée profondément philosophique, qui dénonçaient les rêveries idéalistes de Schelling ou de Hegel. Publiées à l'époque où le matérialisme allemand était à son apogée, elles furent également comprises comme une opposition à la philosophie empiriste. 

### Définition de la philosophie

#### Définition formelle
Pour comprendre la philosophie de Lotze, il est nécessaire de préciser sa définition de la philosophie. Celle-ci est donnée après que la logique ait établi ces deux points que sont :
1. d'une part l'existence dans notre esprit de certaines lois et formes par lesquelles nous traitons le matériau qui nous est fourni par les sens ;
2. d'autre part le fait que la pensée logique ne saurait être efficace si elle n'est pas associée à un ensemble de connexions qui ne sont pas logiquement nécessaires et dont on admet cependant qu'elles s'appliquent aux données de l'expérience.

Les connexions en question sont celles qui nous sont fournies par les différentes sciences ainsi que par les pratiques de la vie quotidienne. Elles ont été cristallisées par le langage sous la forme de certaines notions et expressions, que nous présupposons dans la plupart de nos raisonnements sans pourtant être en mesure de préciser leur signification exacte ni, a fortiori, leur origine. 
Selon Lotze, c'est à cause de cette imprécision que les sciences, tout comme la pensée du sens commun, sont souvent amenées à s'empêtrer dans des contradictions, ce qui rend nécessaire de ramener une forme d'harmonie dans l'écheveau des idées propres à notre culture. Il convient pour cela de retracer l'origine de nos principes et d'en développer toutes les conséquences, de montrer les connexions qui existent entre eux, de les réviser, et ainsi de les libérer de leurs contradictions pour les assembler dans une image harmonieuse du monde. Dans le cas des sciences, il conviendra tout particulièrement d'examiner les conceptions qui sont à leur fondement et de fixer les limites de leur applicabilité. C'est là, d'après Lotze, la définition formelle de la philosophie.

#### Divisions de la philosophie
Pour Lotze, la question de savoir si la conception harmonieuse du monde ainsi obtenue constitue une simple unité cohérente de nos pensées ou si elle exprime au contraire la connexion réelle des choses – si elle possède par là une valeur objective plutôt que simplement subjective – est un point qui ne saurait être décidé a priori. Il est également impossible de garantir d'avance que la totalité des phénomènes peuvent être expliqués par un principe unique, et il n'est par conséquent pas nécessaire de s'imposer cette condition restrictive qu'est l'unité de méthode. Par ailleurs, il ne convient pas selon Lotze de commencer les recherches philosophiques par une étude de la nature de la pensée humaine et de sa capacité à atteindre une connaissance objective, puisqu'il faudrait pour cela recourir à la pensée humaine et donc présupposer ce qui est en question. 
Les recherches philosophiques se diviseront donc en trois parties : 
1. La première partie est métaphysique et porte sur les formes qui sont indispensables à notre esprit pour qu'il puisse seulement penser les choses ;
2. La seconde partie est cosmologique et psychologique et porte sur la région des faits auxquels elle essaie d'appliquer les résultats obtenus en métaphysique, et ce plus particulièrement aux faits extérieurs et aux faits mentaux ;
3. La troisième partie porte sur les critères de valeurs sur lesquels reposent nos jugements esthétiques ou éthiques.

### Philosophie de la connaissance

#### Connaissance des choses et connaissance à propos des choses
Il y a d'après Lotze deux types de  connaissance ou de « savoir » (Wissen) :
1. la connaissance de la nature ou  de l’essence d’un objet, autrement dit, de ses propriétés intrinsèques. Cette cognitio rei (« connaissance des choses ») est alors de l’ordre de l’intuition intellectuelle et de type métaphysique ;
2. la connaissance des caractéristiques relationnelles de l’objet. Cette cognitio circa rem (« connaissance à propos des choses ») nous en fait connaître seulement les caractères extrinsèques, c’est-à-dire les relations avec d’autres objets ou encore les conditions externes dans lesquelles l’objet se manifeste phénoménalement. Cette seconde forme de connaissance est propre aux sciences.

Lotze constate que les lois des sciences naturelles, par exemple celles de la physique newtonienne, servent fondamentalement à identifier ce qu'il appelle les « propriétés apparentes » des objets physiques en déterminant leurs relations fonctionnelles avec d’autres propriétés apparentes d’objets physiques. En d’autres termes, les lois physiques règlent les relations entre phénomènes physiques. Cependant, ajoute Lotze, cette connaissance extérieure et phénoménale va de pair avec une profonde ignorance de ce qu’est la matière physique elle-même. En dépit des progrès spectaculaires des sciences naturelles dans la connaissance des relations entre phénomènes physiques, nous n’avons aucune connaissance immédiate de la nature de la matière ou de ce qu’elle est en soi. 
Lotze utilise pour illustrer ce point la métaphore de la machine. Nous pouvons assurément analyser le fonctionnement de la machine en ses éléments simples, en montrant qu’un mouvement est transmis d’un engrenage à un autre, puis d’un engrenage à une bielle et de la bielle au piston, etc. Mais cette analyse ne nous apprend absolument rien sur les éléments eux-mêmes – ici sur les agents physiques avec leur pouvoir intrinsèque de produire tel ou tel mouvement.  

#### Spécificité de la connaissance de l'esprit
À l’inverse du monde extérieur décrit par la science, la vie psychique a ceci de particulier qu’elle nous est parfaitement claire quant à son essence. Nous avons « l’intuition la plus immédiate et la plus complète » de ce que signifient sentir, vouloir, aimer et haïr, éprouver du contentement, etc. Et cette intuition immédiate n’est autre que la « conscience immédiate » que nous avons de notre vie mentale propre, à laquelle est associée la « compréhension » (Verstehen) et l’« empathie » (Mitempfindung).
Mais cette clarté intuitive de la vie psychique va de pair avec une irrémédiable obscurité des relations entre les phénomènes mentaux. Alors que la matière physique est « un noyau entièrement obscur qui se meut dans un réseau clair de relations » , l’âme est à l’inverse une substance claire dans un réseau de relations obscures. Cette position conduit à remettre en cause l’idée même d’analyse psychologique.

### Philosophie religieuse
Les trois domaines de la philosophie, qu'il convient selon Lotze d'examiner séparément, devront cependant être par la suite unifiés afin de former une idée générale ou compréhensive qui permettra d'inclure les lois, les faits et les critères de valeur. Cette approche synthétique est celle qui est réalisée par la philosophie religieuse, puisque c'est l'idée d'un Dieu qui permet de comprendre l'unité de ces lois, faits et valeurs dans un même projet. Selon Lotze, rien n'est réel sinon l'esprit vivant de Dieu et le monde des esprits vivants créé par Lui. Quant aux choses du monde, elles n'ont de réalité que dans la mesure où elles sont des phénomènes de la substance spirituelle qui sous-tend toute chose. 

### Métaphysique
La clé pour la compréhension de la philosophie théorique de Lotze doit être recherchée dans sa métaphysique, à l'exposition de laquelle il a consacré une grande partie de ses publications. 

#### Décrire plutôt qu'expliquer
L'objet de la métaphysique de Lotze est de remodeler les conceptions communes qui concernent l'existence des choses, ainsi que les connexions que nous fournit le langage pour les rendre cohérentes et pensables. Que ces notions, une fois modifiées, acquièrent une valeur objective et correspondent à l'ordre réel du monde, c'est là quelque chose qui dépend de la confiance générale que nous devons avoir dans notre pouvoir de raisonner, ainsi que de la signification que peut avoir pour nous un monde dans lequel nous et nos pensées avons nous-mêmes notre place. 
Le principe qui se trouve au cœur de ces recherches s'oppose donc à ces deux tendances fréquentes dans l'histoire de la philosophie que sont d'une part la tentative d'établir des lois ou formes générales auxquelles le développement des choses aurait dû obéir ou qu'un créateur aurait dû suivre lors de sa création du monde (Hegel), et d'autre part la tendance à retracer la genèse de nos conceptions afin de statuer sur leur signification et sur leur valeur (théories modernes de la connaissance). Or aucune de ces deux tendances n'est viable : la première, parce que le monde qu'elle étudie est quelque chose qui nous est déjà donné ; la seconde parce que les concepts par lesquels nous décrivons correctement ou non ce même monde sont également quelque chose que nous trouvons déjà formés. 
C'est pourquoi notre tâche ne sera ni d'expliquer comment ce monde réussit à être ce qu'il est, ni d'expliquer comment nous en sommes venus à former les concepts qui le décrivent, mais uniquement de rejeter les concepts abstraits qui sont incohérents et égarants, ou de les remodeler afin qu'ils puissent former une vision d'ensemble cohérente et harmonieuse.

#### Nature relationnelle du monde
La métaphysique de Lotze postule qu'il existe des entités dont nous ne connaissons que les caractéristiques relationnelles. Le cours des choses et leurs connexions ne sauraient être pensés que par la thèse d'une pluralité d'objets dont la réalité apparaît comme une multitude de relations. C'est justement parce qu'ils entretiennent de telles relations qu'une connaissance scientifique « à propos des choses » est possible. Quant à la nature de la réalité, elle ne nous est pas accessible empiriquement dans son unité et sa permanence, mais elle nous apparaît au contraire comme un ordre déterminé d'événements et d'impressions en perpétuel changement. 
Pour pouvoir nous représenter les connexions entre les choses, il nous est toutefois nécessaire de penser une substance universelle dont l'essence serait un système de lois qui sous-tendrait toute chose. 

#### Inaccessibilité de la substance universelle
La substance universelle n'est pas perceptible, mais peut uniquement être connue par le biais des impressions qu'elle produit sur nous et que nous désignons comme des choses. La nature de cette substance universelle ne peut être imaginée par nous que par analogie avec notre vie mentale, qui est la seule occasion où nous faisons l'expérience de l'unité d'une substance (que nous appelons « Moi ») demeurant la même par-delà la multiplicité changeante de ses états mentaux. Ce n'est donc que lorsque cette vie mentale a lieu que nous sommes en droit d'assigner une existence. Mais le fait de contester aux choses matérielles hors de nous une existence indépendante au profit de l'attribution d'une existence dépendante d'une substance universelle – par laquelle seulement elles peuvent nous apparaître – ne porte pas atteinte aux besoins pratiques de la vie courante, ni même aux fins que se propose la science. 
La substance universelle, que l'on peut désigner comme l'absolu, ne se voit pas encore, à ce stade de la métaphysique, assigner les attributs d'une Déité personnelle. Bien que cette partie de la métaphysique de Lotze nous conduise vers le développement d'une philosophie religieuse, ce n'est pas cette notion vide d'absolu qui peut, selon Lotze, acquérir la signification d'un être vivant et objet de vénération. La métaphysique requiert donc une philosophie religieuse qui inclut les aspects subjectifs de l'existence.

### Lotze et l'idéalisme
Lotze est habituellement perçu comme un philosophe idéaliste, mais son rapport à l'idéalisme est complexe. 

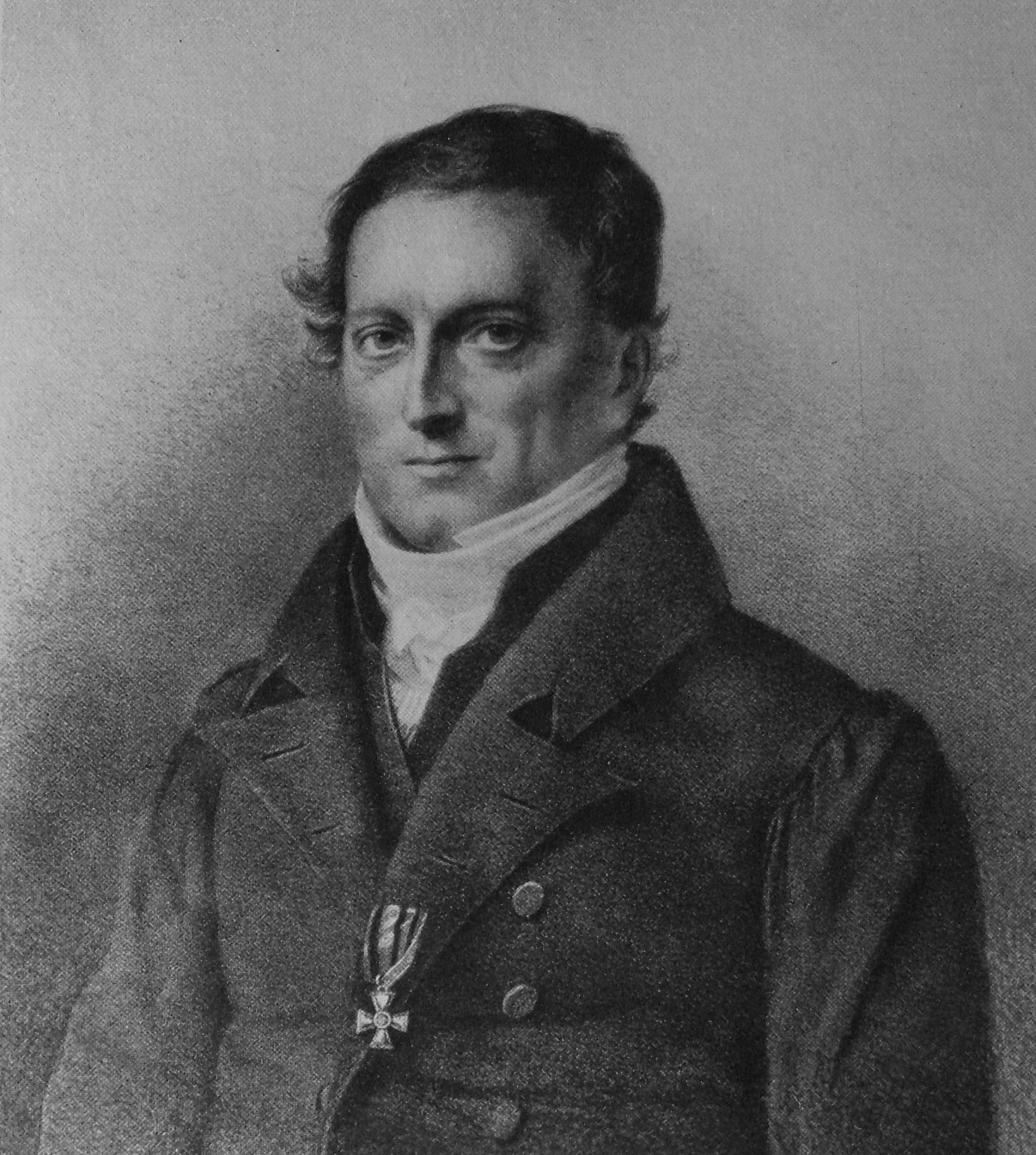
Portrait de Johann Friedrich Herbart, dont l'influence sur l'œuvre de Lotze fut majeure.

#### Empirisme conceptuel
Bien que Lotze ait refusé d'être caractérisé comme un disciple de Herbart, sa définition formelle de la philosophie et sa conception de l'objet de la métaphysique sont semblables à celles que propose ce dernier. Herbart définit en effet la philosophie comme une tentative pour remodeler les concepts qui nous sont fournis par l'expérience. En ce sens, Lotze et Herbart semblent unis dans une même opposition aux philosophies de Fichte, Schelling et Hegel, qui visaient un savoir objectif et absolu, ainsi que dans un même rejet du criticisme kantien dont le but était de déterminer la validité de toute connaissance humaine. En dépit de cet accord formel, il n'en existe pas moins un certain nombre de différences entre Lotze et Herbart, différences qui tiennent notamment au fait que Lotze reste plus proche des aspirations de l'idéalisme que le formalisme de Herbart.

#### Critique de l'intellectualisme
Les aspirations idéalistes de Lotze n'impliquent pourtant pas, chez lui, une adhésion complète à l'idéalisme, puisque l'absolu, qui était pour les idéalistes exclusivement un objet de pensée, ne devient chez Lotze définissable que dans un langage rigoureusement philosophique. Il est nécessaire de saisir les aspirations du cœur humain, le contenu de nos sentiments et de nos désirs, les fins visées par l'art et les principes de la foi religieuse pour pouvoir donner un sens à cette idée d'absolu. 
En outre, les manifestations de l'esprit divin ne sauraient être comprises (comme prétendait le faire Hegel) par une réduction du développement de l'esprit dans l'individu, la société et l'histoire au rythme monotone d'un schématisme spéculatif. L'essence et la valeur qui s'y trouvent ne peuvent être découvertes que dans la vie intérieure et dans l'expérience qui nous entoure. De là une critique du caractère vide et abstrait de l'idéalisme qui, selon Lotze, a marqué tout le développement de la philosophie allemande depuis la mort de Leibniz.

## Philosophie de l'esprit

### Critique des conceptions traditionnelles
Sur le rapport entre le physique et le mental, la philosophie de Lotze est relativement moderne dans le sens où elle formule les problèmes dans un vocabulaire qui est proche de celui de la philosophie contemporaine de l’esprit. Dans sa Psychologie médicale (1852), Lotze commence par distinguer quatre grandes attitudes possibles sur la question du physique et du mental : 
1. le dualisme cartésien ;
2. l'identité psychophysique (« identité du réel et de l'idéal ») ;
3. le matérialisme ;
4. le spiritualisme (ou idéalisme).

La première position (1), le dualisme cartésien, est expressément rejetée par Lotze dès les premières pages de la Psychologie médicale. Lotze attribue le dualisme cartésien à une sorte d’illusion grammaticale. Le dualisme cartésien, dit-il, est un « préjugé non scientifique » dû à une illusion du langage qui nous fait inférer une différence substantielle d’une différence phénoménale. En réalité, le fait que les phénomènes psychiques et physiques soient distincts et qu’ils puissent faire l’objet de sciences distinctes n’implique pas l’existence de deux substances distinctes. 
La deuxième position (2) est celle que Lotze appelle la théorie de « l’identité du réel et de l’idéal ». Ce qu’on appelait alors « théories de l’identité psychophysique » recouvrait toute une série de positions très différentes allant de la philosophie de l’identité de Schelling à Ebbinghaus, en passant par Fechner et Georg Elias Müller. Mais c'est ce qui est aujourd'hui qualifié de « monisme neutre » ou de « théorie du double aspect » que Lotze vise particulièrement. Sommairement résumée, cette approche de la relation corps-esprit consiste à adopter une position moniste quant à la substance – qui n'est ni proprement physique ni proprement mentale – tout en reconnaissant la différence entre les phénomènes physiques et les phénomènes mentaux, qui constituent chacun un point de vue propre sur une même substance. La principale objection que Lotze adresse à ces théories est leur obscurité. En particulier, elles affirment l'identité substantielle des phénomènes physiques et psychiques sans nous dire de quelle nature est la substance dont ces phénomènes sont les aspects.
La troisième position (3), le matérialisme, a raison selon Lotze de se déterminer sur la nature dont les phénomènes physiques et psychiques sont les attributs, mais son erreur est d'en exclure les seconds au profit des premiers. Pour lui, les théories matérialistes viennent d'une aspiration à l'unité qui commence avec les entités physiques et s'étend indistinctement à la vie mentale qu'elle réduit alors à des processus physiques. En cela réside, d'après Lotze, l'erreur constitutive du matérialisme.
La quatrième position (4), le spiritualisme, considère que l'être en général est psychique. C'est finalement la position qu'adopte Lotze mais sous une forme qui sera associée au panpsychisme : toute chose est fondamentalement d'ordre psychique et leurs caractéristiques physiques n'en sont que les attributs ou la manifestation phénoménale.

### Mystère de l'esprit et occasionnalisme
Lotze se montre catégorique sur le fait que la façon dont les phénomènes sont expliqués en physique ne permet pas la compréhension de la vie mentale. Par exemple, les descriptions mécaniques de la physique n'expliquent pas pourquoi nous faisons l'expérience des ondes lumineuses en tant que couleurs, ou des ondes sonores en tant que sons d'une certaine tonalité. Lotze se montre ainsi critique à l'égard de la thèse de Herbart selon laquelle l'interaction des idées dans l'esprit d'une personne peut être expliquée par analogie avec la notion de « force » en physique.  
Concernant la relation entre l'esprit et le corps, plus tard appelé « problème corps-esprit », Lotze ne propose pas de théorie explicative – allant même jusqu'à considérer que nous ne pouvons ni résoudre ni comprendre ce problème – mais il adopte une version de ce qu'il est convenu d'appeler l'« occasionnalisme ». L'occasionnalisme est la théorie selon laquelle les phénomènes d'ordre mental sont synchronisés avec les phénomènes d'ordre physique de telle façon qu'il semble que ces deux ordres de la réalité interagissent. Lotze n'exclut pas que le monde physique et le monde de la vie mentale interagissent dans la réalité, mais selon lui, nous ne pouvons pas et n'avons d'ailleurs pas besoin de comprendre comment se réalise cette interaction pour avoir une théorie pratique et utile à propos des relations entre l'esprit et le corps.

## Psychologie

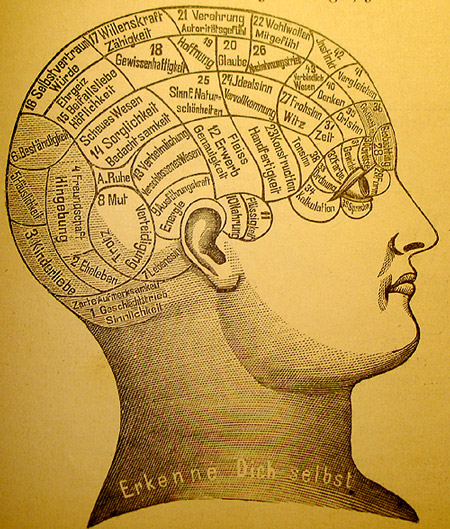
Dessin décrivant le concept de phrénologie par Friedrich Eduard Bilz (1894), une conception naturaliste des fonctions cérébrales en vogue en psychologie à l'époque de Lotze.

Tout en affirmant la nature foncièrement métaphysique de ses recherches, Lotze a abordé divers domaines de la psychologie étroitement apparentés à la physiologie, pour laquelle il manifeste un vif intérêt. Sa métaphysique a fourni à la psychologie expérimentale de son époque les éléments d'une théorie de la « subjectivité empirique » (observable et mesurable).

### Psychologie médicale
En psychologie, le nom de Lotze reste attaché à la fondation de la psychologie médicale, notamment du fait de sa Medizinische Psychologie oder Physiologie der Seele parue en 1852. La première partie de l'ouvrage traite de l'âme et de sa localisation dans le corps ; la deuxième des sensations, des sentiments et de la perception de l'espace ; la troisième de la conscience, de l'instinct et de divers aspects de la pathologie mentale. 
Bien que seule la troisième partie aborde des problèmes spécifiquement médicaux, la deuxième touche à des questions qui relèvent directement de la psychologie expérimentale et de la physiologie. En particulier, Lotze aborde huit ans avant la publication des Elemente der Psychophysik de Fechner la question fondamentale des relations entre stimuli et sensations. Il est pour cette raison considéré comme un précurseur de la psychophysique.

### Psychologie de la sensation
Lotze développe une théorie de la perception de l'espace dont l'importance historique tient au fait qu'elle influencera les théories ultérieures de Helmholtz et de Wundt. En outre, sa théorie des « signes locaux » est associée à l'histoire de certains concepts gestaltistes – comme la « tendance eidotropiques » – ainsi qu'à la description phénoménologique du corps vécu. 

#### Théorie des signes locaux
Selon la théorie des signes locaux, un objet ne peut exercer une action sur le sujet connaissant, comme si ses attributs étaient détachés et importés dans le sujet. Les influences externes ne sont que des signaux, à l'occasion desquels l'esprit produit en lui des états internes selon des lois immuables – théorie associée à la métaphysique occasionnaliste et au parallélisme. Cette théorie s'appuie sur la description des variations d'intensité consécutives à l'application d'un stimulus et déterminant un schéma corporel où l'intensité diffère selon le lieu du sensorium (plan sensoriel) atteint. Chaque élément de ce schéma correspond à ce que Lotze appelle un « signe local ». Ainsi, dans le domaine tactile, la sensation sera différente pour toutes les régions de la peau en raison des variations dans la résistance mécanique des tissus ; dans le domaine visuel, ce sont les mouvements des yeux, différents pour chaque point du champ, qui fournissent les « signes locaux » en rapport avec l'attention.

#### Théorie de la perception spatiale
Selon Lotze, l'espace perçu est d'abord structuré par la topographie du corps et du champ des stimuli. Cette topographie est elle-même déterminée par la variation d'intensité de ces stimuli. Mais c'est  finalement dans la conscience que l'espace se construit subjectivement. La tendance naturelle de la conscience est en effet de disposer spatialement les contenus sensoriels. 
On reconnaît ainsi à Lotze d'avoir expliqué l'espace à partir de la non-spatialité en dotant la conscience d'une capacité d'organisation étrangère aux mécanismes perceptifs proprement dits.

## Influence
Lotze lui-même n'a pas fondé de véritable doctrine. Il fut souvent mal compris, cependant rarement critiqué et largement admiré ; mais le cercle de ses auditeurs n'a jamais acquis l'unité d'une école proprement dite.

## Œuvres
- De futurae biologiae principiis philosophicis (1838). Réimprimé sous Kleine Schriften, 1885. Vol. 1, pp. 1-25
- Gedichte (1840).
- Metaphysik (1841). Google (Oxford)
- Allgemeine Pathologie und Therapie als mechanische Naturwissenschaften (1842). 2nd ed., 1848. Google (Harvard)
- Logik (1843). Google (NYPL) 2nd ed., 1880.
- Ueber den Begriff der Schönheit (1845). Réimpression, 1847. Google (Oxford)
- Allgemeine Physiologie des koerperlichen Lebens (1851). Google (Harvard)
- Medicinische Psychologie oder Physiologie der Seele (1852). Google (Oxford) Google (UMich)
- Mikrokosmus: Ideen zur Naturgeschichte und Geschichte der Menschheit (1856–64). 2nd ed., 1868-72. 4th ed., 1884-88.
  - Volume 1, 1856. Google (Oxford) Google (UMich)
  - Volume 2, 1858. Google (Oxford) Google (UMich) Google (NYPL)
  - Volume 3, 1864. Google (Oxford) Google (NYPL)
- Streitschriften (1857). Google (Harvard)
- Geschichte der Aesthetik in Deutschland (1868). Google (Oxford)
- System der Philosophie.
  - Part 1. Logik: Drei Bücher (1874). Google (Oxford) Google (UMich) Google (UWisc). 2nd ed., 1880.
  - Part 2. Metaphysik: Drei Bücher (1879). 2nd ed., 1884.
- Geschichte der deutschen Philosophie seit Kant (1882). 2nd ed., 1894. Google (UWisc)
- Grundzüge der Psychologie (1881). Google (Harvard) 2nd ed., 1882. Google (Oxford)
- Grundzüge der Naturphilosophie (1882). Google (Oxford)
- Grundzüge der praktischen Philosophie (1882). 2nd ed., 1884. Google (UCal)
- Grundzüge der Religionsphilosophie (1883). 2nd ed., 1884. Google (Oxford)
- Grundzüge der Logik und Encyclopädie der Philosophie (1883). 2nd ed., 1885. Google (UCal)
- Grundzüge der Metaphysik (1883). Google (Oxford)
- Grundzüge der Aesthetik (1884).
- Kleine Schriften (1885–91).
  - Volume 1, 1885. Google (Oxford) Google (Stanford) Google (UWisc)
  - Volume 2, 1886. Google (Harvard)
  - Volume 3, 1891. Google (UWisc)

Traductions en français
- Principes Généraux De Psychologie Physiologique, traduit de l'allemand par Auguste Penjon, Paris, Éd. Germer Baillière, coll. «Bibliothèque de philosophie contemporaine», 1876. rééd. : BiblioLife, 11 mars 2009, rééd. BiblioBazaar (18 mars 2009)